# Långtjärnen (Nätra socken, Ångermanland)
Långtjärnen är en sjö i Örnsköldsviks kommun i Ångermanland och ingår i Nätraån-Ångermanälvens kustområde. Sjön har en area på 0,0392 kvadratkilometer och ligger 217,8 meter över havet. Långtjärnen ligger i Skuleskogen Natura 2000-område och Skuleskogens nationalpark Sjön avvattnas av vattendraget Nylandsbäcken. Vid provfiske har abborre och öring fångats i sjön.

## Delavrinningsområde
Långtjärnen ingår i det delavrinningsområde (700487-163297) som SMHI kallar för Mynnar i Skulesjön. Medelhöjden är 203 meter över havet och ytan är 6,65 kvadratkilometer. Det finns inga avrinningsområden uppströms utan avrinningsområdet är högsta punkten. Nylandsbäcken som avvattnar avrinningsområdet har biflödesordning 2, vilket innebär att vattnet flödar genom totalt 2 vattendrag innan det når havet efter 4,9 kilometer. Avrinningsområdet består mestadels av skog (92 procent). Avrinningsområdet har 0,04 kvadratkilometer vattenytor vilket ger det en sjöprocent på 0,6 procent.